# Chiesa dell'Angelo Raffaele
La chiesa di San Raffaele Arcangelo, nota anche come chiesa dell'Angelo Raffaele o, in veneziano,  del Ànzolo Rafaèl, è un edificio religioso della città di Venezia, situato nel sestiere di Dorsoduro.

## Storia
La chiesa sorge in una delle zone più antiche della città, tra le prime ad essere stabilmente abitate. Secondo la tradizione, sarebbe una delle otto chiese che San Magno, nativo di Altino e vescovo di Oderzo, fece erigere agli albori della città, risalendo così addirittura al VII secolo. Risulta documentato che una chiesa in questa ubicazione andò distrutta in un incendio nell'anno 899 e venne ricostruita, salvo andare distrutta, sempre per incendio, altre due volte, nel 1106 e nel 1149, e venendo sempre ricostruita.
All'inizio del Seicento le precarie condizioni statiche dell'edificio ne resero necessaria un'ulteriore ricostruzione completa, che fu portata a termine nel 1639 dall'architetto Francesco Contin, originario di Lugano. I lavori delle decorazioni all'interno, in particolare la realizzazione dei dipinti e delle statue, proseguirono anche nel Settecento, per concludersi tra il 1743 e il 1749.

## Descrizione

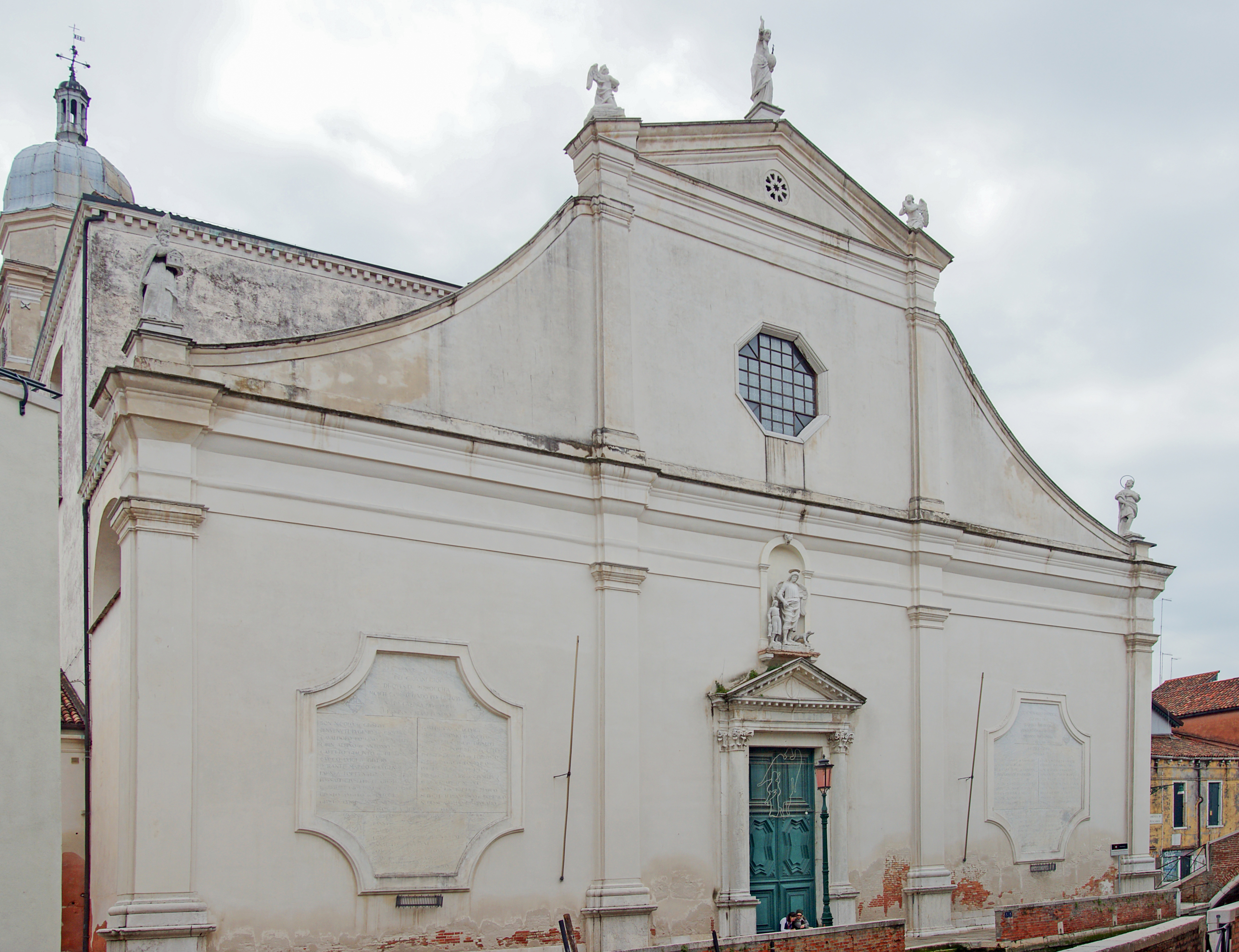
La facciata.

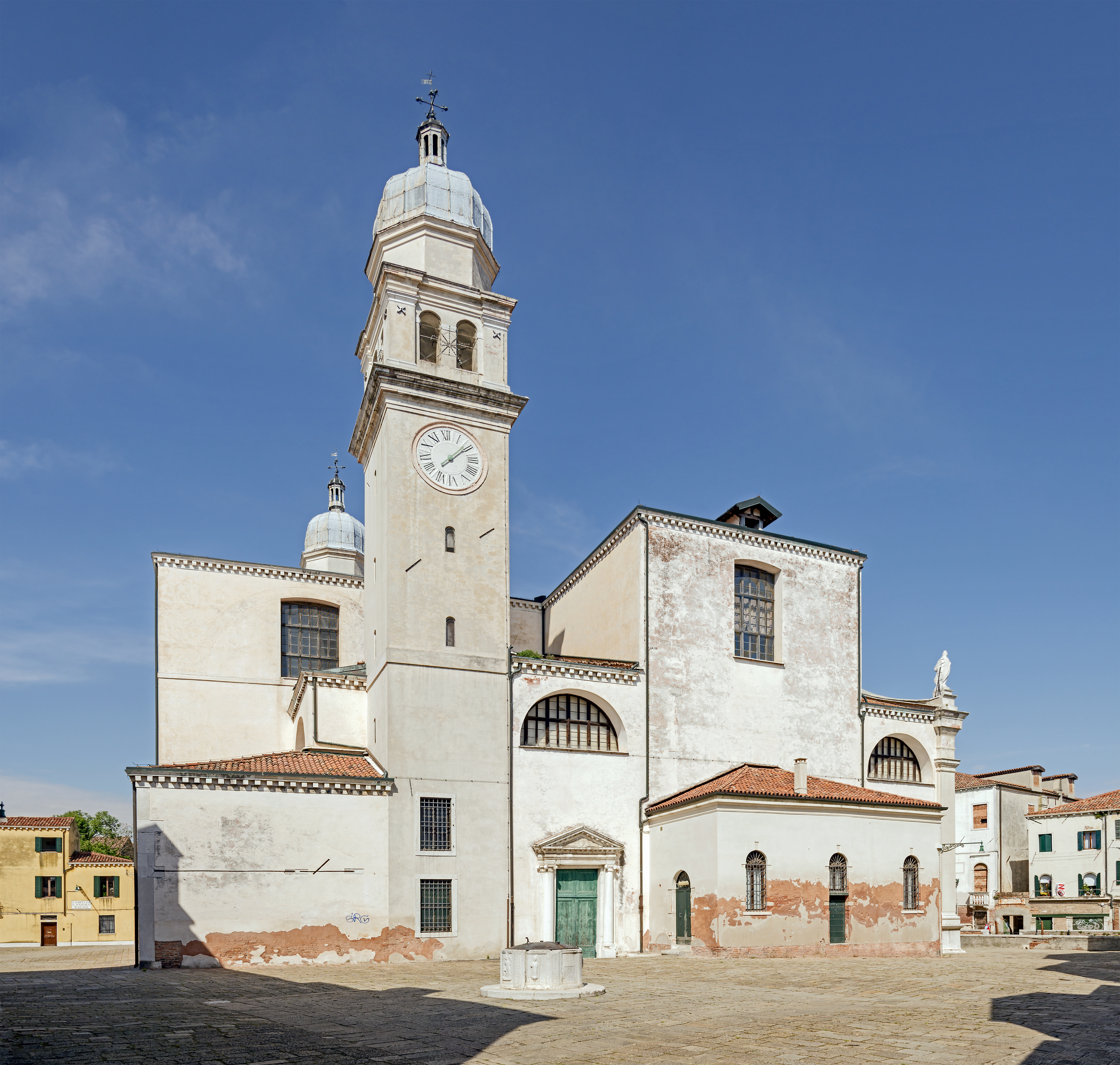
Il complesso della chiesa dell'Angelo Raffaele

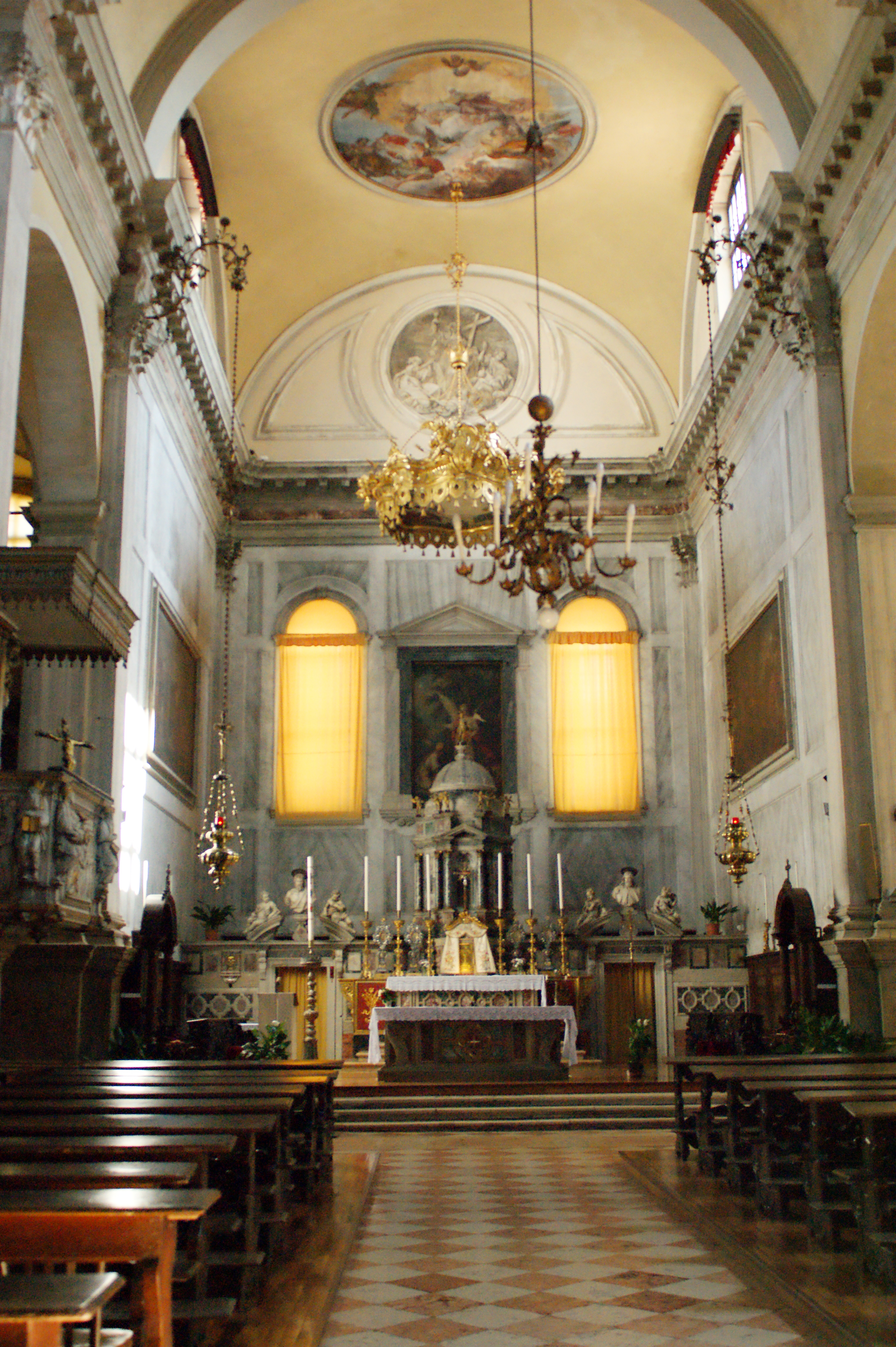
L'interno

La chiesa si sviluppa sulla pianta a croce greca della struttura precedente, con la facciata rivolta verso il rio dell'Angelo Raffaele. L'ingresso più utilizzato è tuttavia quello laterale, meglio integrato nella circolazione pedonale. 
Spiccano la scultura di Sebastiano Mariani L'Angelo Raffaele con Tobia sul portale d'ingresso e le pitture del parapetto della cantoria, raffiguranti le Storie di Tobia, attribuite a Gianantonio Guardi. Altri affreschi furono eseguiti da Michelangelo Morlaiter. 
L'imponente organo a due tastiere è stato costruito nel 1749 da Gaetano Amigazzi e rinnovato nel 1821 dai fratelli Antonio e Agostino Callido, figli del più celebre Gaetano. In seguito fu riordinato dai fratelli Bazzani nel 1848 e poi nel 1862; nel 2025 è stato sottoposto ad restauro generale ad opera della ditta Zanin di Codroipo. 
Sulla campata centrale della navata è presente un pregevole affresco di Francesco Fontebasso: San Michele che scaccia Lucifero; vi sono pure affreschi dello stesso autore nella cappella del Battistero.
Sulla parete d'ingresso: a sinistra l'Ultima cena di Bonifacio Veronese (XVI secolo) e a destra l'Ultima cena di Luigi Benfatto (1554-1609).
Nella navata centrale spicca un meraviglioso pulpito ligneo del 1687, ornato di sculture. È la replica di un precedente pulpito del Trecento.
Nel battistero troviamo affreschi del Fontebasso: gli strumenti della passione alludono alla Resurrezione del Cristo, i tondi nelle vele ed i soggetti nelle lunette narrano in monocromo la passione di Cristo. Il fonte battesimale è in marmo policromo, sormontato da una copertura in rame e bronzo. La pala d'altare è di Lattanzio Querena (1768–1853) rappresenta la Vergine Addolorata. Nell'altare troviamo colonne in rosso di Verona e lastre in pavonazzetto toscano.
Completano la struttura due campanili quadrati, di impianto romanico, con cella ad archi binati e con il tamburo sormontato da una cuspide rivestita in piombo.

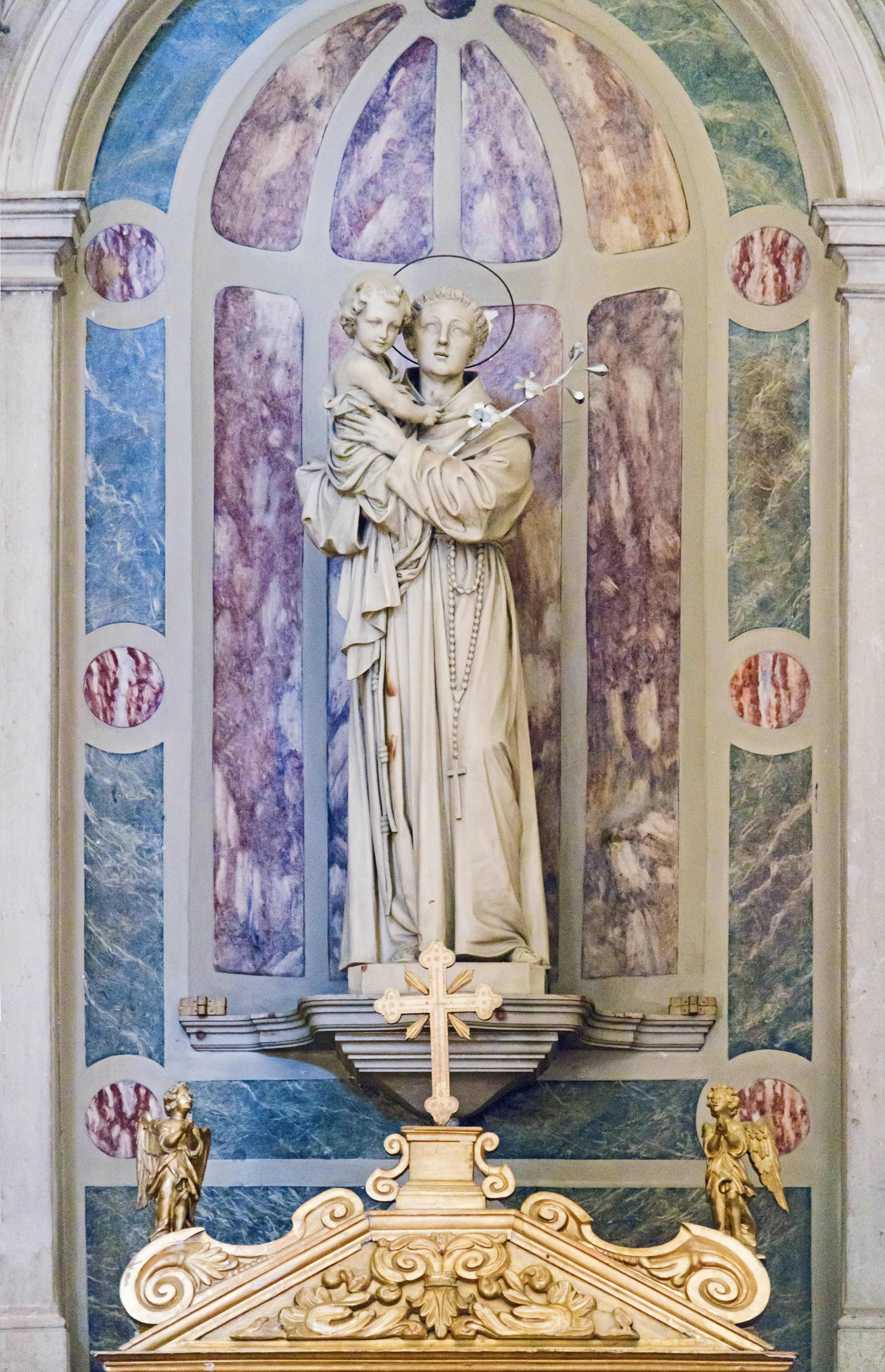
Sant'Antonio di Padova
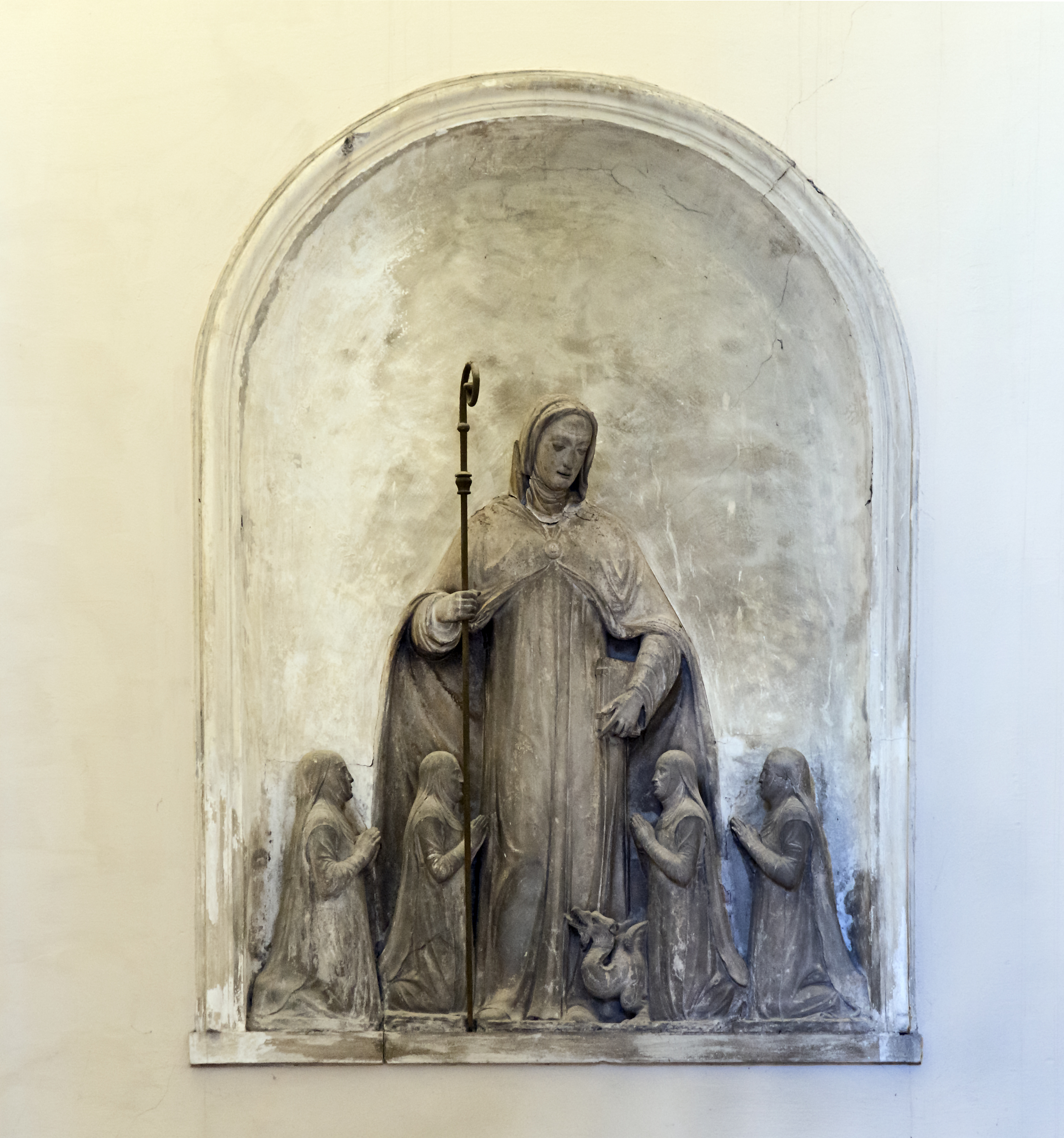
Madonna della Misericordia
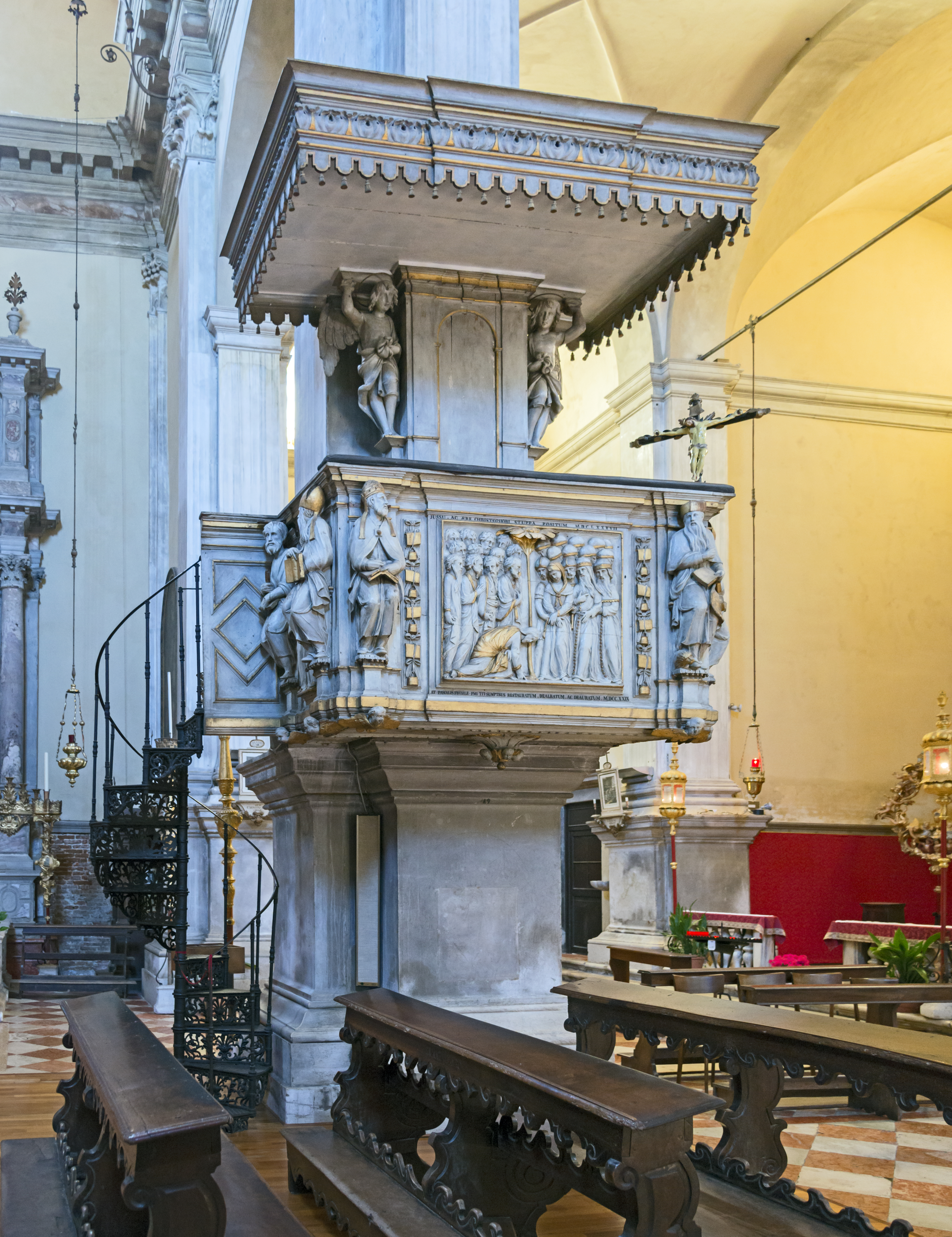
Il pulpito ligneo del 1687
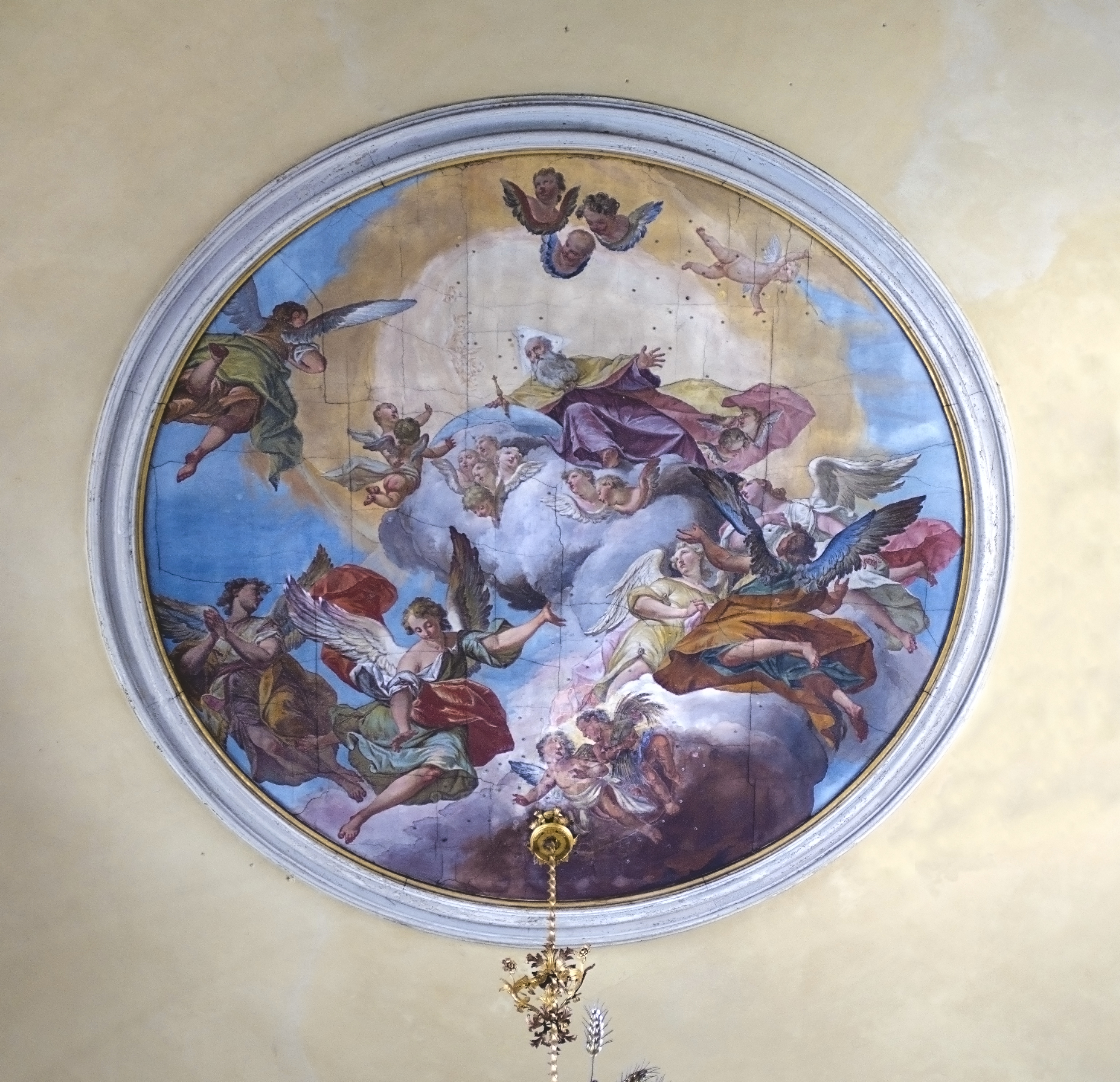
Affresco di Francesco Fontebasso - coro
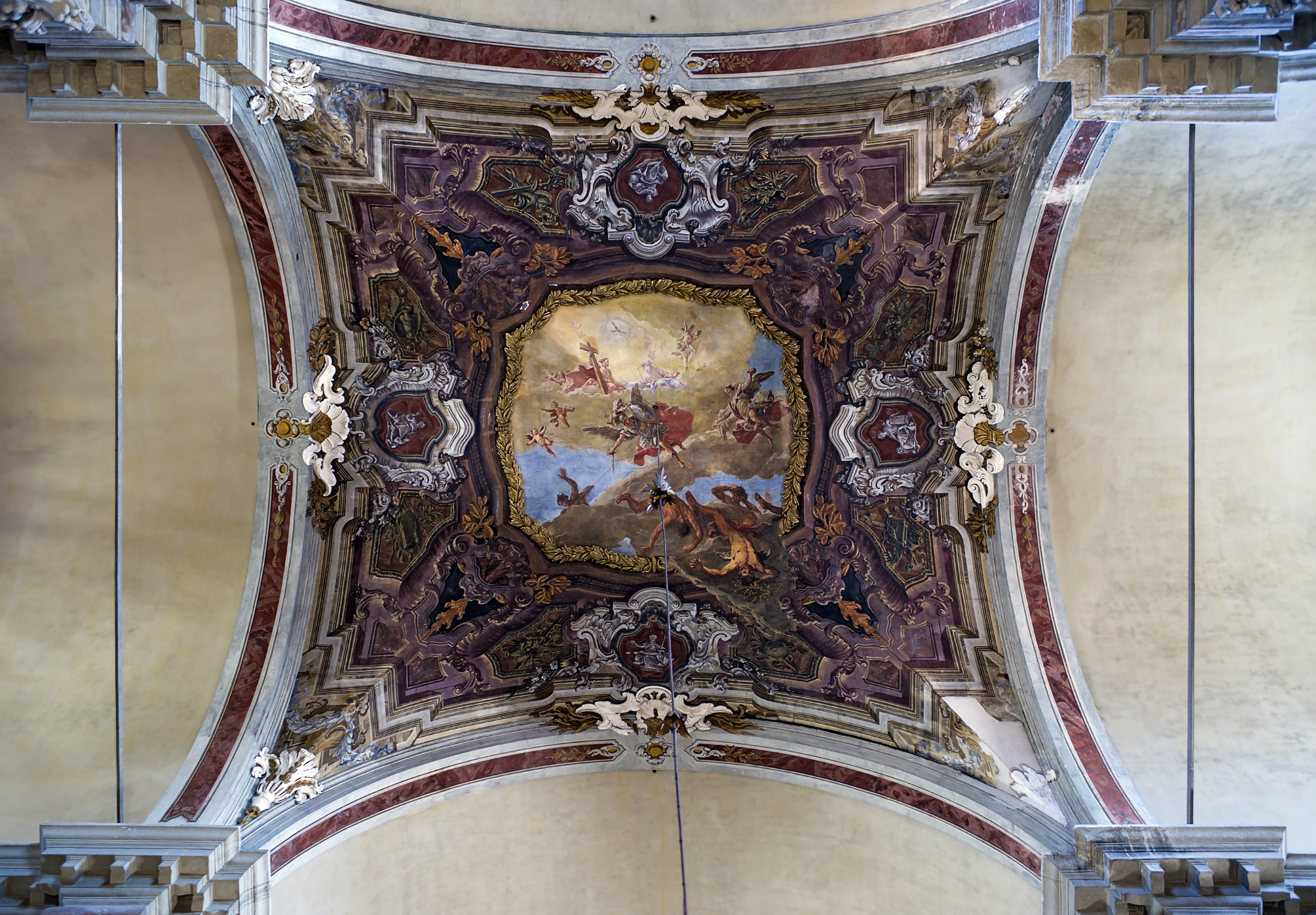
Affresco di Francesco Fontebasso - navata
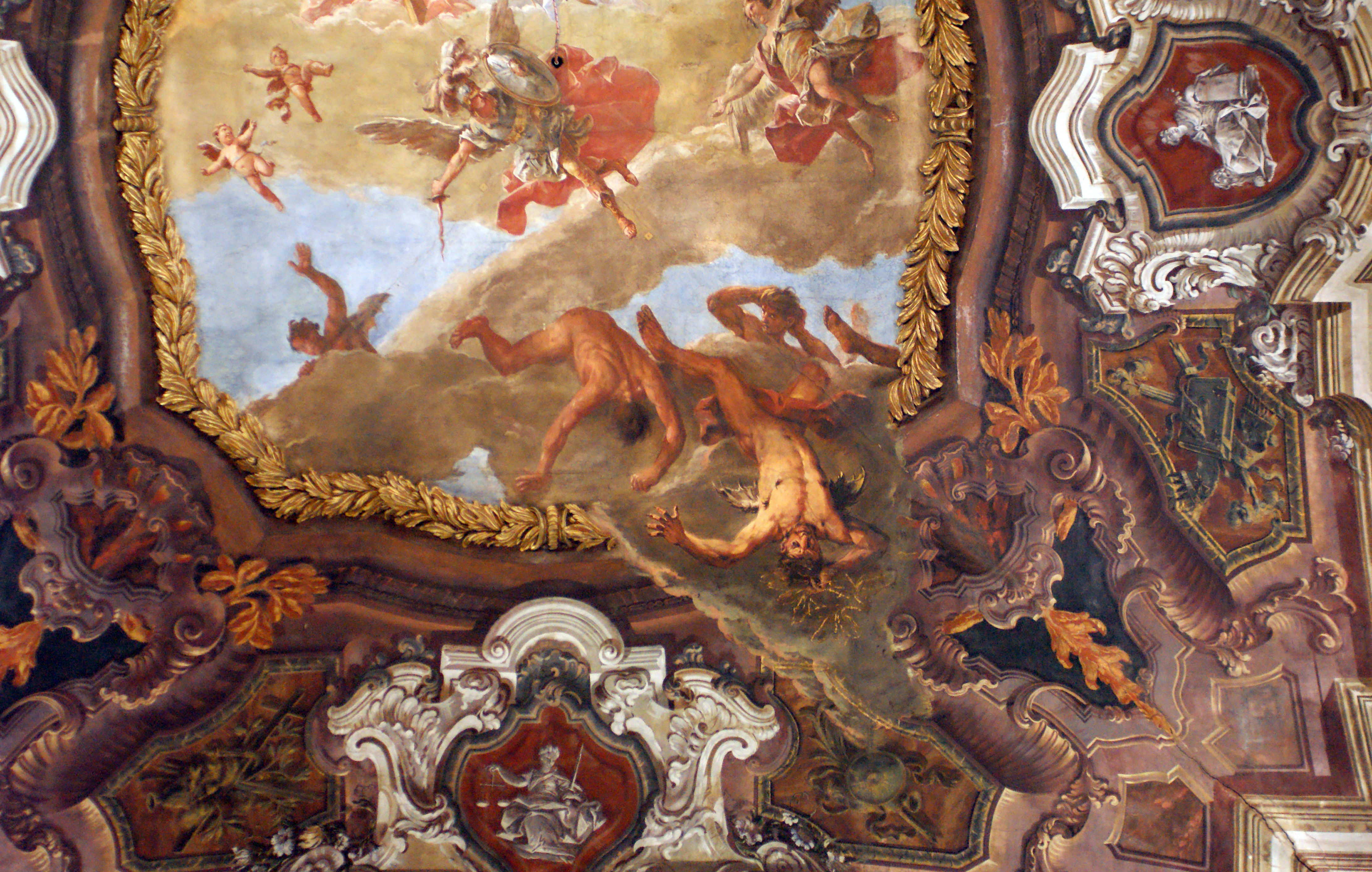
Particolare del soffitto
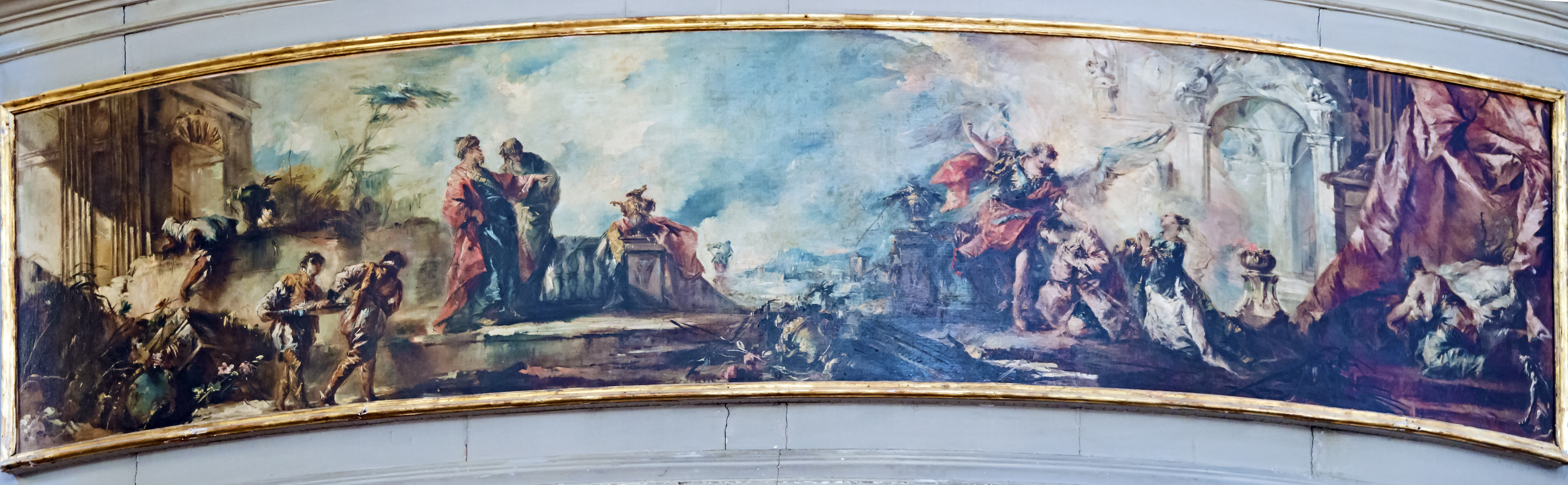
Il matrimonio di Tobia di Gianantonio Guardi